# I Ain't Mad at Cha
I Ain't Mad at Cha è un singolo del rapper statunitense Tupac Shakur, pubblicato nel 1996 come singolo estratto dall'album All Eyez on Me.

## Descrizione
La traccia venne prodotta da Dat Nigga Daz e campiona la canzone A Dream di DeBarge. Il brano fu inciso lo stesso giorno in cui 2Pac venne rilasciato dal carcere, e fu la seconda canzone da lui registrata appena uscito (Ambitionz Az a Ridah fu la prima). Il singolo venne pubblicato due giorni dopo la morte di 2Pac. I Ain't Mad at Cha è stata definita una delle migliori tracce di All Eyez on Me e una delle migliori canzoni della carriera di Tupac Shakur.

## Tracce
1. I Ain't Mad at Cha (Edit)
2. I Ain't Mad at Cha (LP Version)
3. Skandalouz
4. Heartz of Men
5. Hail Mary